# Solanum pennellii
Solanum pennellii är en potatisväxtart som beskrevs av Donovan Stewart Correll. Solanum pennellii ingår i släktet skattor som ingår i familjen potatisväxter. Inga underarter finns listade i Catalogue of Life.